# Liga Gris

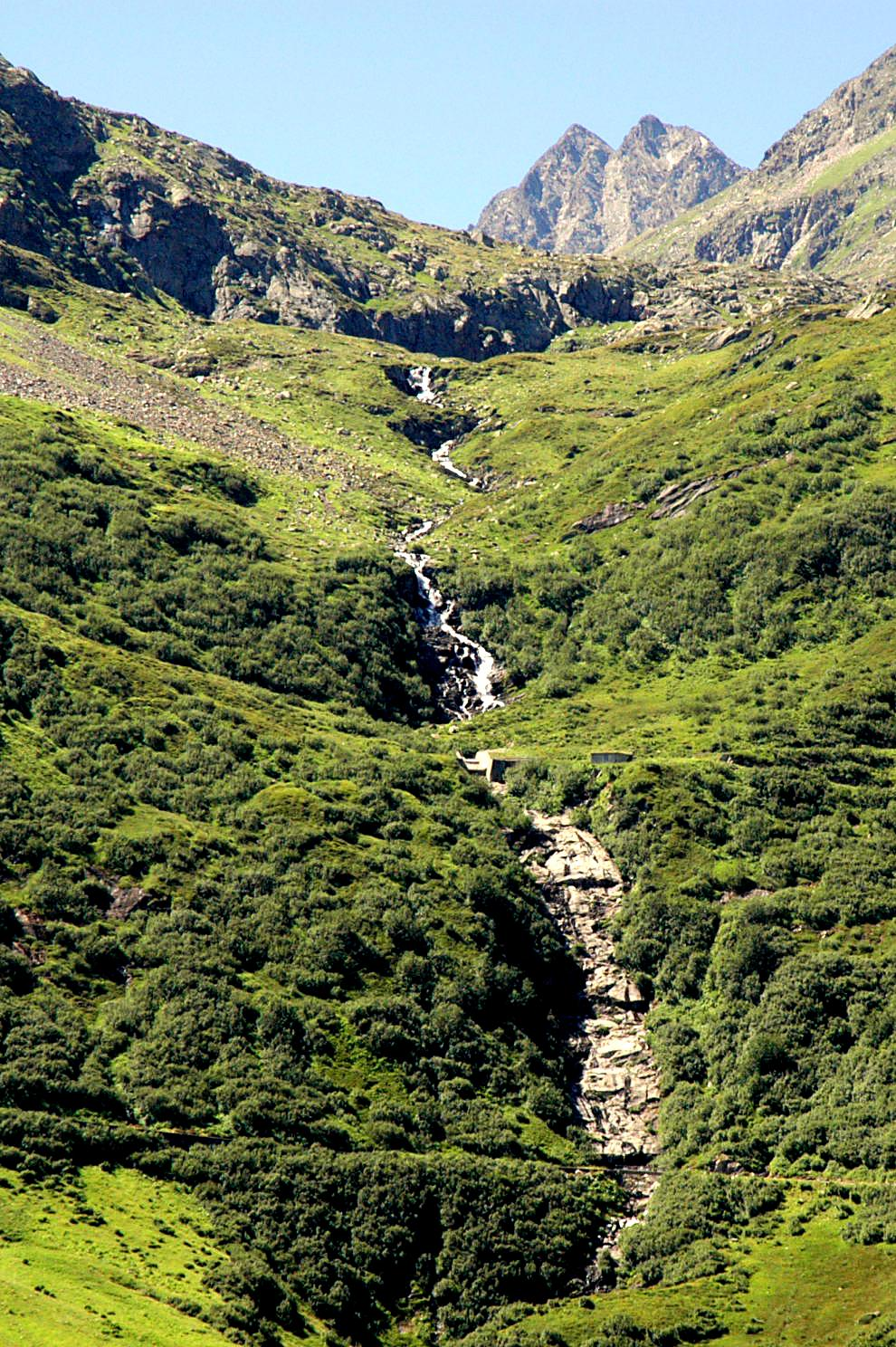
Sección del valle de Valle de Vorderrhein.

La Liga Gris (Grauer Bund), en ocasiones llamada Oberbund, se formó en 1395 en el valle del Rin anterior (en alemán Vorderrhein), región de Recia. El nombre deriva de las ropas grises que vestía el pueblo. La Liga Gris se alió en 1471 con las otras dos potencias de Recia, la Liga de la Casa de Dios y la Liga de las Diez Jurisdicciones, constituyendo las Tres Ligas. Las ligas pasaron a formar parte del cantón de los Grisones (en alemán Graubünden) en la República Helvética (1799).

Las Tres Ligas en 1512